# Kiss FM (Portugal)
A Kiss FM é uma estação de rádio comercial de Portugal criada em 1992, que pertence à Global Diffusion, SGPS, SA.

## Galeria de imagens

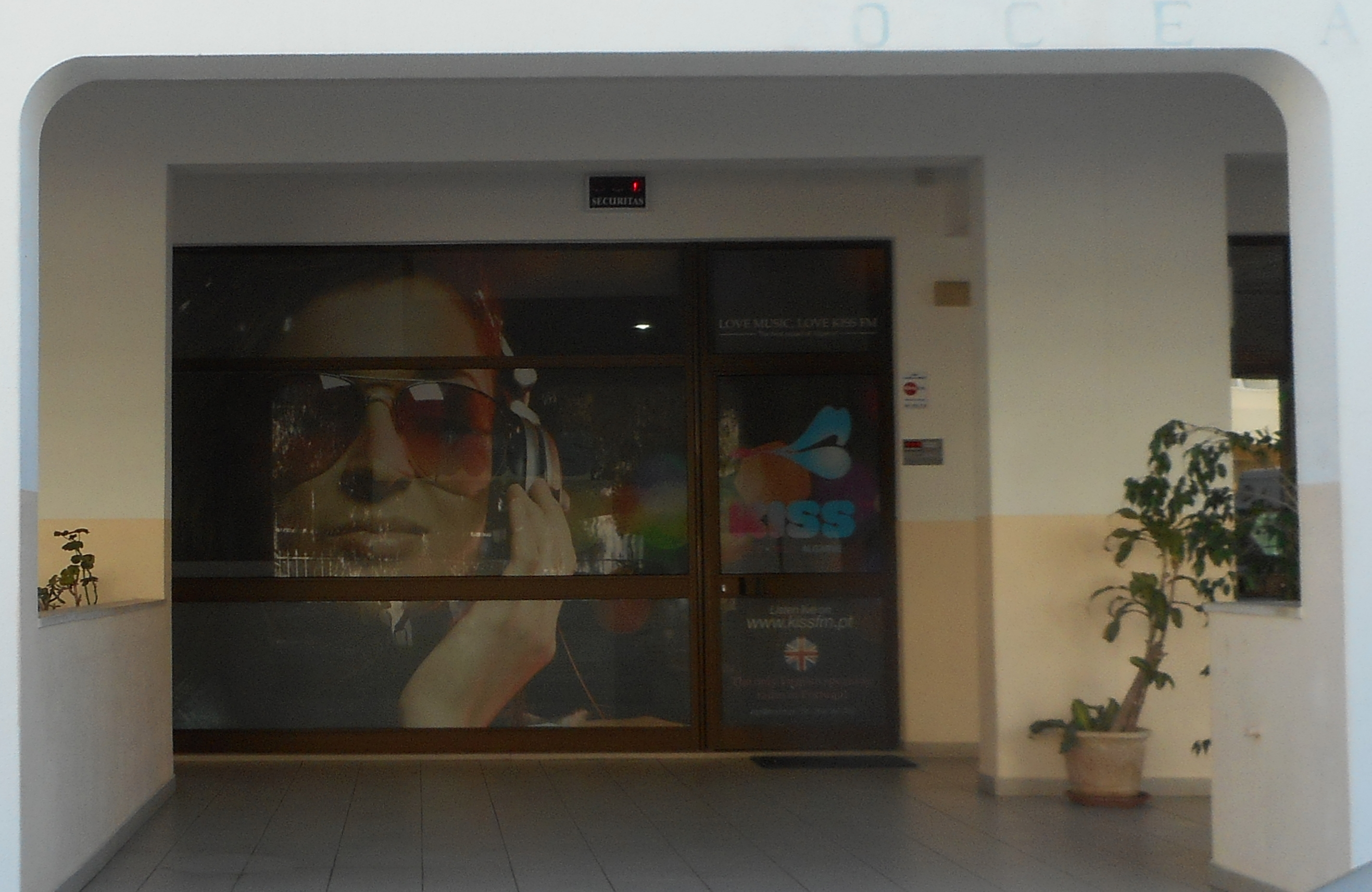
Os estúdios em Albufeira
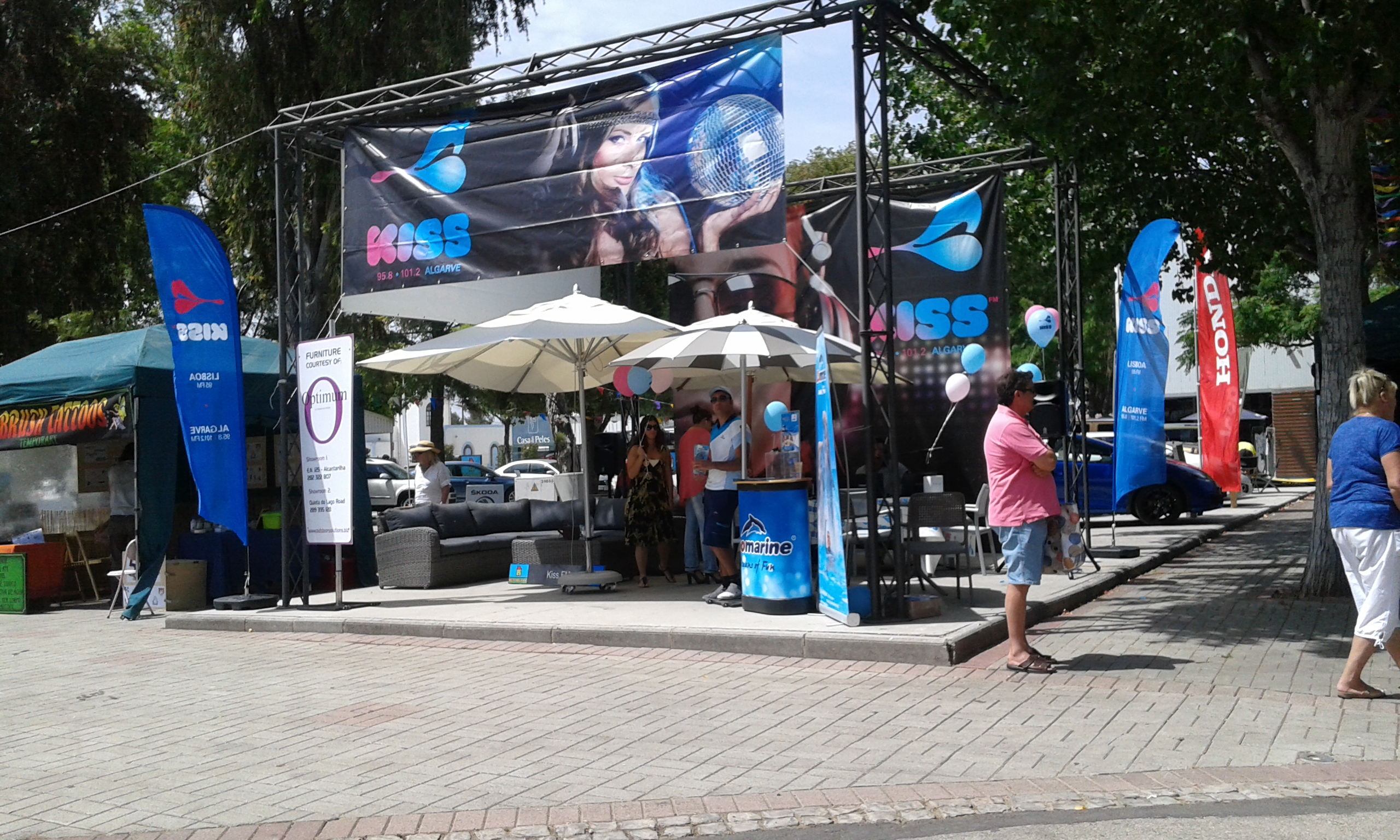
Emissão no exterior em 2015